# Onciale

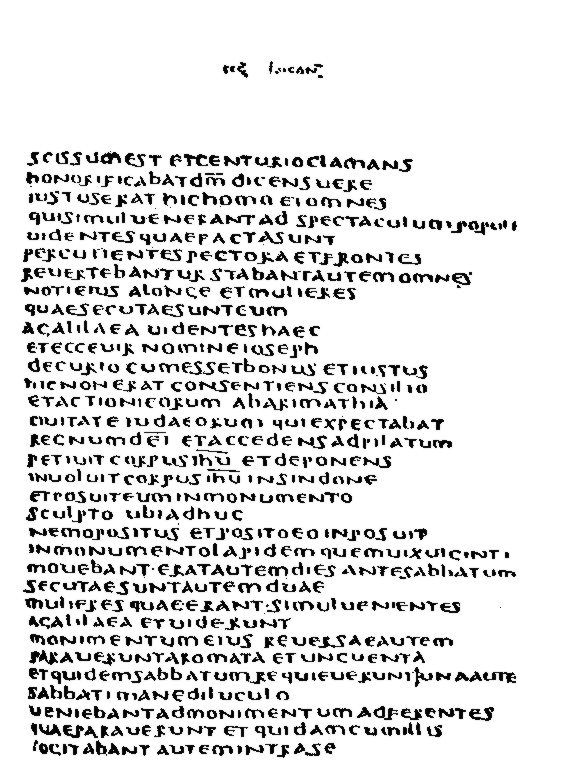
Il Codex Bezae

L'onciale è un'antica scrittura maiuscola. Fu usata dal III all'VIII secolo nei manoscritti dagli amanuensi latini e bizantini, e successivamente dall'VIII al XIII secolo soprattutto nelle intestazioni e nei titoli.

## Onciale latina

### Storia
La parola onciale descrive un tipo preciso di grafia che si sviluppò tra il III e il IV secolo dell'era cristiana, a partire dalla capitale corsiva (una forma di scrittura antica); il termine viene soprattutto utilizzato relativamente all'alfabeto latino. Il primo esempio conosciuto si trova su un papiro del III secolo contenente un'epitome di Tito Livio (in cui sono comunque presenti anche delle lettere corsive). L'onciale fu la scrittura per eccellenza dei codici miniati, più indicata per la penna e la pergamena, che sostituì il papiro, perché meno angolosa della quadrata (impiegata ancora oggi per le iscrizioni).
Intorno al V secolo l'onciale cominciò a divenire un tipo di scrittura più manierata ed ornata, i tratti ascendenti e discendenti furono i primi a subire delle alterazioni, seguiti dal corpo centrale che venne reso più "spesso". La scrittura onciale venne usata fino all'inizio del IX secolo, quando la minuscola carolina cominciò a sostituirla. Tra l'VIII e il XIII secolo fu soprattutto impiegata per scrivere i titoli dei libri, dei capitoli o dei paragrafi, come si fa attualmente con le lettere maiuscole; nei manoscritti tale scrittura venne usata insieme alla minuscola carolina o alla scrittura gotica, due grafie che hanno preso dall'onciale la forma di alcune lettere come la d o la a.
Benché dopo l'età dell'oro sia stata destinata solo a scopo ornamentale, l'onciale fu talvolta utilizzata anche in periodi successivi per scrivere l'intero contenuto di codici, in particolare per edizioni della Bibbia; solo con la stampa si assistette alla definitiva scomparsa dell'onciale, che fu tuttavia ancora impiegata dai calligrafi. Attualmente sopravvivono circa 500 manoscritti in onciale, la maggior parte dei quali si può trovare tra le opere precedenti la rinascita carolingia. Alcuni di questi manoscritti sono ritenuti particolarmente preziosi.
È da notare che la scrittura chiamata semionciale non deriva dall'onciale ma dalla nuova corsiva romana e che le scritture nazionali che vennero sviluppate dopo la caduta dell'Impero romano d'Occidente (lombarda, visigotica, merovingia, insulare ecc.) discendono principalmente da questa nuova corsiva o dalla semionciale per le scritture insulari (irlandese e anglosassone).

### Segni

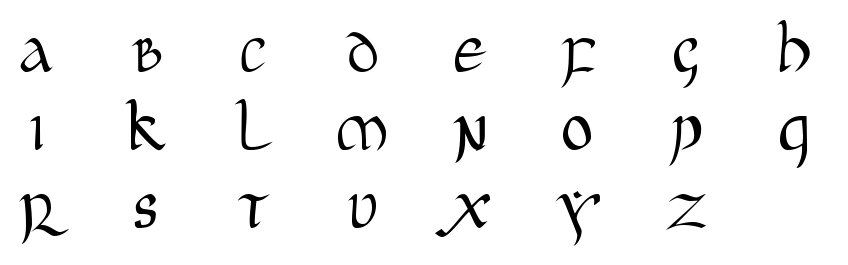
Alfabeto completo di una particolare versione di scrittura onciale

L'onciale latina si caratterizza per le sue curve. Le lettere maggiormente rappresentative sono A, D, E, H, M, Q e V, differenti dalle loro equivalenti in forma quadrata. Esse hanno lasciato la loro impronta nella forma delle minuscole attualmente impiegate (tramite un percorso complesso, tuttavia, le nostre minuscole non derivano in effetti direttamente dall'onciale). Nella scrittura onciale non esisteva ancora una lettera J distinta dalla I (che non aveva il punto); U e V erano uguali. Infine, la W non era ancora presente.
Le lettere non avevano più obbligatoriamente un'altezza d'occhio tipografico regolare: alcune passavano la linea di riferimento, il che si vede chiaramente in D, H, K e L per l'altezza dell'occhio e F, G, N, P, Q, R, X e Y (che talvolta presenta un punto sovrascritto) per la linea di base. A seconda dei manoscritti, alcune di queste lettere sono talvolta più regolari: è, ad esempio, il caso della N, che può rimanere circoscritta nelle due linee.
Le parole, inizialmente, non erano separate, ma un piccolo spazio inserito o un punto facevano talvolta da separatore delle frasi. La punteggiatura era, escluso il punto, quasi totalmente assente e la scrittura non distingueva tra maiuscole e minuscole, inserendo talvolta una lettera più grande per far risaltare l'inizio della pagina, ma senza tracciare caratteri differenti.
Le abbreviazioni erano rare negli antichi manoscritti: riguardavano più che altro i nomina sacra e la sospensione nasale (la M a fine riga veniva sostituita da un trattino sovrascritto che poteva essere o meno accompagnato da un punto, la N da un trattino sottoscritto). La congiunzione enclitica -que (che significa "e" in latino) e la desinenza -bus del dativo/ablativo plurale della terza e quarta declinazione erano, come nella capitale, talvolta abbreviate con Q. e B.; i manoscritti di diritto, comunque, si presentavano già ricchi di abbreviazioni.
Le legature alla fine della riga, così come la E caudata (Ę), che può sostituire AE, fanno la loro apparizione a partire dal VI secolo.

### Stili regionali
A causa della diffusione avuta si svilupparono molti stili di onciale:
- africana (in uso nella provincia romana d'Africa); era più angolosa rispetto alle altre forme di onciale. In particolare l'occhiello della lettera a era aguzzo.
- bizantina; ha due particolarità: l'onciale "b-d" aveva le figure della b e della d che erano molto simili a quelle della semionciale ed era impiegata nel IV e V secolo; l'onciale "b-r", utilizzata nel V e VI secolo, presentava la b larga il doppio delle altre lettere e la r che aveva l'occhiello sulla linea iniziale e l'asta che si estendeva oltre.
- italiana; le lettere tondeggianti (c, e, o ecc.) presentavano la parte superiore ornata e l'occhiello aguzzo come nell'africana, l'asta della d orizzontale piuttosto che verticale e le lettere f, l, t e s erano caratterizzate dalle grazie.
- insulare (usata in Inghilterra e Irlanda, da non confondere con la scrittura insulare); le parole si presentavano nettamente separate e gli accenti enfatizzavano la sillabazione, probabilmente perché inglesi e irlandesi non parlavano una lingua neo-latina. Utilizzava il “sistema di abbreviazione insulare” che non appare in altre forme di onciale. Era caratterizzata da tratti terminali a forma di cuneo, connessi con una sottile i sospesa nella parte inferiore in presenza di m o h (quando si trovava alla fine del termine) e la scrittura includeva, inoltre, decorazioni il cui soggetto erano animali e punti ("punteggiatura insulare", i punti si potevano presentare anche a gruppi di tre).
- francese (merovingica); aveva dei tratti discendenti sottili (g, p ecc.) e una x con le due linee che s'incrociavano più in alto del punto centrale, la a e la d avevano l'occhiello “arricciato” (in alcuni casi a forma di una mela), inoltre presentava molte decorazioni con disegni di pesci, alberi e uccelli.

## Onciale greca

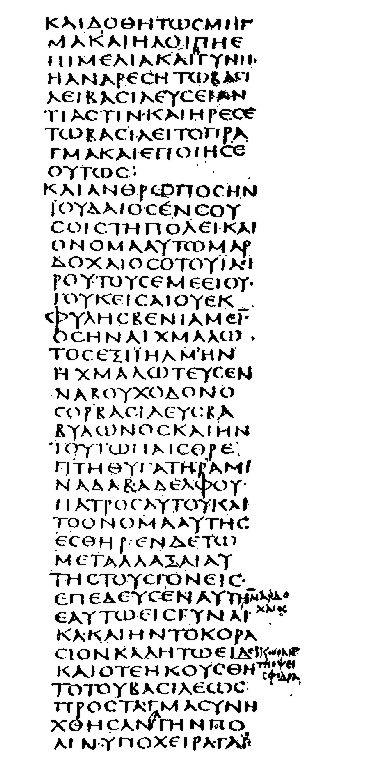
Codex Sinaiticus

Quando si parla dell'alfabeto greco, si designa una delle sue scritture con il termine "onciale". È comunque una denominazione meno precisa rispetto all'alfabeto latino: in effetti, non è tanto il segno o il tipo di lettere a caratterizzarla quanto l'impiego del testo così scritto. L'onciale greca era, in effetti, un tipo di maiuscola usata per la scrittura di libri a partire dall'epoca ellenistica, molto vicina alla capitale lapidaria, il che aveva portato a denominarla «libresca». Si contrapponeva alla scrittura di cancelleria e alle minuscole. D'altronde, da qualche anno, il termine onciale è stato abbandonato a favore del termine maiuscolo, più adatto.
A partire dalla metà del IV secolo si assistette a una separazione, tutto sommato poco marcata, tra la capitale lapidaria e quella utilizzata per i libri, termine con il quale venivano designati i documenti pubblici e non quelli privati, che erano scritti con diversi caratteri che, comunque, tendevano, più o meno, verso il corsivo. I tratti più interessanti riguardavano poco le lettere; allo stesso modo dell'onciale latina, le linee diritte avevano la tendenza a curvarsi, il che permetteva di scrivere più facilmente sulla pergamena. In particolare:
- la lettera sigma assunse la forma detta sigma lunato: Σ → С;
- l'epsilon si curvò (epsilon lunato): Ε → Є;
- l'omega prese la forma che porterà alla nascita della minuscola: Ω → Ѡ.

Riguardo alle altre lettere, si nota, come per la latina, una irregolarità nell'altezza (che si presentava soprattutto con il superare la linea di base) e una semplificazione crescente nel tratto di alcune lettere, come la Α che, all'inizio, era vicina al modello lapidario e che, poco a poco, era divenuta simile alla A onciale latina, lo Ξ, nel quale i tre trattini si univano, o ancora la Λ, nella quale l'asta sinistra si accorciava. Le ultime due sono alle volte simili alle attuali minuscole λ e ξ (minuscole che sono debitrici di un miscuglio di forme che si estende su più di due millenni).
Una volta fissato il modello, esso rimarrà invariato per più di un millennio nell'utilizzo per i manoscritti librari e sarà rimpiazzato solo nelle tipografie dalle capitali lapidarie.

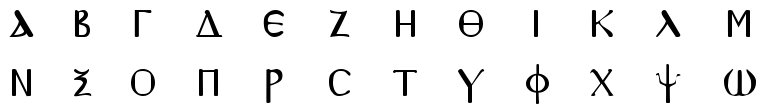
Esempio teorico di alfabeto greco nella grafia onciale

## Sull'origine della parolaonciale
Le parola ha origine dall'aggettivo latino uncialis, «di un dodicesimo». 
Il termine può avere più spiegazioni:
- potrebbe essere riferito a dei caratteri grandi un dodicesimo di piede, meno di un pollice, prima di passare ad identificare delle lettere più piccole come dimensione.
- può riferirsi alla dimensione occupata dalla riga sul manoscritto (1/12).
- può essere il costo o il peso del materiale necessario a miniare una lettera in oro o in oro ed argento (un'oncia).

È in Sofronio Eusebio Girolamo che si trova una prima testimonianza del termine, nella prefazione alla sua traduzione del Libro di Giobbe:
Il che sembra indicare che intendesse tutte le lettere grandi (capitali) e non precisamente l'onciale. Uncialibus potrebbe anche essere un errore, la parola corretta in origine sarebbe inicialibus, e quindi Girolamo si sarebbe riferito alle lettere iniziali di un paragrafo. 
Il termine fu usato per descrivere una scrittura per la prima volta da Jean Mabillon all'inizio del XVIII secolo, in seguito Scipione Maffei lo impiegherà per riferirsi alla scrittura capitale romana; bisognerà tuttavia aspettare Charles-François Toustain e René Prosper Tassin (nel XVIII secolo) perché il termine onciale assuma il significato odierno.
Il termine designa, inoltre, dei codici (perlopiù cristiani) scritti con questa grafia o perlomeno nei caratteri capitali greci, in opposizione al corsivo, scritto in minuscola greca. Si conoscono numerosi codici in onciale, tra i quali: 
- il Codex Vaticanus
- il Codex Sinaiticus
- il Codex Alexandrinus
- il Codex Coislinianus
- il Codex Bezae (bilingue greco/latino, entrambi in onciale)
- il Codex Petropolitanus
- il Codex Purpureus Rossanensis.

## Uso della onciale al giorno d'oggi
Ai calligrafi moderni viene di norma insegnata una forma di onciale latina “modernizzata” che, probabilmente, può essere agevolmente comparata con gli esempi presenti dal tardo VII secolo al X secolo, benché in ogni caso le variazioni presentate dalla onciale latina nella sua storia siano maggiori e le forme meno rigide rispetto alla forma greca. La scrittura onciale moderna presenta dei prestiti dalle convenzioni presenti negli scritti in corsivo, ad esempio ornamenti, tratti variabili in larghezza e occasionalmente persino caratteri inclinati.
Paragonabile all'uso molto diffuso e continuato di caratteri gotici per i lavori in lingua tedesca, che sono stati impiegati per gran parte del XX secolo, le lettere della scrittura gaelica sono simili ai corrispettivi della onciale e sono state impiegate per le stampe in lingua irlandese fino agli anni cinquanta. Questa scrittura è ancora ampiamente usata per i titoli dei documenti, le iscrizioni monumentali ed altri usi "ufficiali". In senso stretto, comunque, la scrittura gaelica è una scrittura insulare e non onciale.